# Diamante (volcan)
Pour les articles homonymes, voir Diamante.
Le Diamante est une caldeira du Chili et d'Argentine considérée comme éteinte et dont la partie active est représentée par le Maipo.

## Géographie
Le Diamante est situé au Chili et en Argentine, dans le département de San Carlos de la province de Mendoza, à quelque 70 kilomètres à l'ouest de la ville de San Rafael. Il s'élève au-dessus de la Pampa del Diamante, à sept kilomètres à peine du barrage de Agua del Toro qui coupe le río Diamante à cet endroit, et à une distance équivalente de la route nationale 40, qui passe au-dessus du corps du barrage. Une piste permet d'atteindre son sommet en voiture tout-terrain.